# 宝塚歌劇団48期生
宝塚歌劇団48期生（たからづかかげきだん48きせい）とは1960年（昭和35年）に宝塚音楽学校に入学し、1962年（昭和37年）に卒業。同年、宝塚歌劇団に入団し、『メイド・イン・ニッポン』で初舞台を踏んだ75人を指す。

## 概要
入学時には77人がいたが、2人が中退。そのうちの一人が後に梓みちよとして芸能界にデビューする。この期には1983年 - 1986年の月組組長の麻月毬生（後の麻月鞠緒）、1983年 - 1989年雪組組長の銀あけみ、元星組主演男役の南原美佐保らが入団。

## 一覧
| 芸名                   | 読み仮名              | 誕生日   | 出身地                             | 出身校                             | 芸名の由来                                     | 愛称                    | 役柄 | 退団年 | 備考                                                                             |
| ---------------------- | --------------------- | -------- | ---------------------------------- | ---------------------------------- | ---------------------------------------------- | ----------------------- | ---- | ------ | -------------------------------------------------------------------------------- |
| 愛みに子               | あい みにこ           | 9月11日  | 東京都                             | 東京女学館                         |                                                | イナちゃん イナゴ       |      | 1965年 |                                                                                  |
| 愛里ゆり               | あいざと ゆり         | 4月18日  | 神奈川県横浜市                     | 成美学園                           | 野村胡堂が命名                                 | ヒロエちゃん            |      | 1966年 |                                                                                  |
| 麻月毬生               | あさづき まりお       | 7月20日  | 京都府宮津市                       | 京都府立宮津高等学校               |                                                | ブチ                    | 男役 | 1994年 | 改名後・麻月鞠緒（あさづき まりお） 妹は椿友里 在団中に死去                      |
| 朝海しずか             | あさみ しずか         | 7月9日   | 大阪府大阪市                       | 大阪女子学園高等学校               |                                                | チーちゃん チサト       |      | 1965年 |                                                                                  |
| 綾三千子               | あや みちこ           | 1月23日  | 東京都                             | 学習院女子                         |                                                | ヤスコ                  |      | 1963年 |                                                                                  |
| 有里馨                 | ありさと かおる       | 7月13日  | 兵庫県神戸市                       | 神戸山手女子高等学校               | 祖父母の名前                                   | アリちゃん              |      | 1967年 |                                                                                  |
| 杏城由花               | あんじょう ゆか       | 5月12日  | 東京都                             | 学習院女子                         | 尊師が命名                                     | キョーコ                |      | 1966年 |                                                                                  |
| 浦島千歳世             | うらしま ちとせ       | 1月2日   | 香川県丸亀市                       | 高松明善高等学校                   |                                                | リンリン カズコさん     |      | 1970年 | 改名後・希ゆかり（のぞみ ゆかり）                                                |
| 大月英湖               | おおつき えいこ       | 2月24日  | 兵庫県宝塚市                       | 宝塚中学校                         |                                                | エーちゃん              |      | 1967年 |                                                                                  |
| 小川エリイサ           | おがわ えりいさ       | 11月1日  | アルゼンチン共和国ブエノスアイレス | Colegio Incorporaco, Angel D'elias |                                                | チチ                    |      | 1963年 | スペイン留学生                                                                   |
| 薫邦子                 | かおる くにこ         | 7月30日  | 大阪府守口市                       | 聖母女学院                         | 恩師が命名                                     | アキちゃん              | 男役 | 1972年 | 夫は陸上競技選手の山田宏臣。                                                     |
| 輝みちる               | かがやき みちる       | 8月23日  | 兵庫県川西市                       | 川西中学校                         | 尊師が命名                                     | オクちゃん              |      | 1969年 | 姉は小松千恵                                                                     |
| 風花舞子               | かざはな まいこ       |          |                                    |                                    |                                                |                         |      | 1962年 | 入団後に退団                                                                     |
| 風さやか               | かぜ さやか           | 7月16日  | 熊本県上益城郡                     | 神戸市立生田中学校                 | 川内康範が命名                                 | 藤ちゃん トンコ         | 男役 | 1969年 | 妹は風かおる                                                                     |
| 川路真沙               | かわじ まさ           | 5月30日  | 東京都                             | 立教女学院                         |                                                | ターちゃん エマ         | 男役 | 1971年 | 改名後・川路真瑳（かわじ まさ）                                                  |
| 公卿奈美               | くごう なみ           | 5月12日  | 神奈川県横須賀市                   | 鎌倉女学院高等学校                 | 出生地に因み 家族で考案                        | チグ                    | 男役 | 1965年 |                                                                                  |
| 孔雀虹子               | くじゃく にじこ       | 8月29日  | 和歌山県和歌山市                   | 夕陽ヶ丘中学校                     |                                                | アコ                    |      | 1969年 | 改名後・大門照美（おおかど てるみ）                                              |
| 楠かおり               | くすのき かおり       | 2月8日   | 長野県松本市                       | 芦屋女学校                         | 尊師が命名                                     | ノブチン                | 男役 | 1971年 |                                                                                  |
| 小出利恵               | こいず りえ           | 11月6日  | 兵庫県尼崎市                       | 甲子園学院                         | 父が命名                                       | オトミちゃん            |      | 1965年 |                                                                                  |
| 紺早千子               | こん さちこ           | 11月3日  | 神奈川県鎌倉市                     | フェリス女学院                     |                                                | じゃっきぃ ジャキエさん |      | 1966年 | シャンソン歌手・堀内美紀                                                         |
| 咲花やよひ             | さくはな やよい       | 8月23日  | 長野県松本市                       | 松商学園                           | 恩師が命名                                     | ノロちゃん              |      | 1970年 |                                                                                  |
| 笹波里花               | さざなみ りか         | 3月26日  | 岡山県玉島市                       | 武庫川高等女学院                   | 家族で考案                                     | オタカ ユキちゃん       |      | 1973年 |                                                                                  |
| 志野さくも             | しの さくも           | 5月18日  | 京都府京都市                       | 弥栄中学校                         | 志野の雅趣と 五月の若々しさ に因む             | おけいちゃん            |      | 1967年 |                                                                                  |
| 東海林みはる           | しょうじ みはる       | 4月27日  | 兵庫県神戸市                       | 神戸市立西代中学校                 | 本名                                           | トウカイ                |      | 1965年 |                                                                                  |
| 白河千里               | しらかわ ちさと       | 2月13日  | 東京都                             | 東京家政学院高等部                 | 父が命名                                       | ミヤちゃん オミヤ       |      | 1963年 |                                                                                  |
| 白妙耀子               | しらたえ ようこ       | 6月14日  | 大阪府大阪市                       | 聖母女学院高等科                   |                                                | アズミちゃん ヨウコさん |      | 1968年 |                                                                                  |
| 城克巳                 | しろ かつみ           | 10月4日  | 東京都                             | 埼玉県立熊谷女子高等学校           | 本名                                           | モッちゃん              |      | 1967年 |                                                                                  |
| 銀あけみ               | しろがね あけみ       | 4月30日  | 神奈川県鎌倉市                     | 山脇学園                           | 尊師が命名                                     | イムコ ヨーコちゃん     | 娘役 | 1993年 | 日本舞踊・藤間勘緒美 在団中に死去                                                |
| 清はるみ               | すが はるみ           | 1月28日  | 神奈川県横浜市                     | 成美学園                           | 宝塚歌劇団理事長・ 梅田健一が命名              | イワッちゃん            |      | 1970年 | 夫は宝塚歌劇団奏者・星野彰夫                                                     |
| 千夏記                 | せん なつき           | 11月5日  | 東京都                             | 二階堂高等学校                     |                                                | オフジ                  |      | 1967年 | 夫は俳優・細川俊之 ダンサー・藤本典江                                            |
| 千寿毬子               | せんじゅ まりこ       | 8月12日  | 福岡県若松市                       | 梅花学園                           | 家族で考案                                     | テッちゃん              |      | 1969年 |                                                                                  |
| 辰巳千鶴子             | たつみ ちづこ         | 1月10日  | 東京都                             | 武蔵野高等学校                     | 辰巳柳太郎が命名                               | チーコ                  |      | 1968年 |                                                                                  |
| 珠丘美登利             | たまおか みどり       | 3月23日  | 大阪府守口市                       | 帝国女子学園                       | 若宮淡紅子が命名                               | アケミ                  |      | 1968年 |                                                                                  |
| 環木織                 | たまき しおり         | 4月18日  | 東京都                             | 玉川学園高等部                     |                                                | バセちゃん ハッコ       |      | 1965年 | 改名後・環木しおり（たまき しおり）                                              |
| 千明沙代               | ちあき さよ           | 2月7日   | 中華人民共和国上海市               | 広島市立国泰寺中学校               |                                                | ダッコちゃん            |      | 1965年 |                                                                                  |
| チェシイ・スカラパンナ | ちぇしい すからぱんな | 4月20日  | タイ王国バンコク                   | パハルタイ高等学校                 |                                                | サブリナ                |      | 1962年 | タイ王国留学生                                                                   |
| 千沢絵美               | ちざわ えみ           | 4月9日   | 大阪府大阪市                       | 金蘭会学園                         | 白井鐵造が命名                                 | オチエ                  |      | 1969年 |                                                                                  |
| 千波薫                 | ちなみ かおる         | 1月3日   | 東京都                             | 立正学園                           | 姉の芸名に 関連させる                          | マコちゃん              |      | 1965年 | 姉は千波淳・千波静 娘は千波ゆう 甥は松岡修造                                     |
| 千谷美景               | ちや みかげ           | 2月24日  | 東京都                             | 梅花学園                           |                                                | オシラ                  |      | 1976年 | 改名後・千草美景（ちぐさ みかげ） 母は有川恒子 伯母は松野友子 叔母は花藻ゆかり   |
| 千代田澄世             | ちよだ すみよ         | 2月12日  | 東京都                             | 女子聖学院                         |                                                | オヨッチ                |      | 1966年 | 改名後・千代田佳子（ちよだ よしこ）                                              |
| 翼まり                 | つばさ まり           | 1月11日  | 兵庫県西宮市                       | 松蔭女子学院高等部                 | 大空を 駆け巡る 小鳥のように                   | ノリちゃん のりへい     |      | 1969年 |                                                                                  |
| 津留のえみ             | つる のえみ           | 4月26日  | ベルギー王国ブリュッセル           | ブリュッセル・リッセイ校           |                                                | イブちゃん              |      | 1964年 | 改名後・鶴文子（つる あやこ）                                                    |
| 渚あゆ美               | なぎさ あゆみ         | 2月12日  | 大阪府大阪市                       | 芦屋女子学園                       |                                                | キクちゃん ガアコ       |      | 1967年 |                                                                                  |
| 夏木淳                 | なつき じゅん         | 3月2日   | 大阪府大阪市                       | 神戸山手学園                       |                                                | ミッちゃん              |      | 1966年 |                                                                                  |
| 奈々敦美               | なな あつみ           | 8月4日   | 京都府京都市                       | 同志社女子高等学校                 | 日本舞踊の名取名                               | アッちゃん              |      | 1964年 |                                                                                  |
| 南原美佐保             | なんばら みさお       | 8月17日  | 埼玉県さいたま市                   | 浦和西高等学校                     | 尊師が命名                                     | ケコ ピーちゃん         |      | 1971年 |                                                                                  |
| 二條幸美               | にじょう さちみ       | 3月6日   | 兵庫県宝塚市                       | 尼崎市立明倫中学校                 | 素直に美しく 幸せであれ                        | サチミ                  |      | 1968年 |                                                                                  |
| 野路わたる             | のじ わたる           | 10月15日 | 東京都小金井市                     | 大妻女子学院                       | 尊師が命名                                     | カズミちゃん ムラちゃん |      | 1967年 |                                                                                  |
| 初瀬百々代             | はつせ ももよ         | 5月22日  | 東京都練馬区                       | 富士見高等学校                     |                                                | スミちゃん オシノ       |      | 1965年 | 改名後・高毬子（たか まりこ） 俳優・高月毬子 姉は篠宮朝美 夫は映画監督・中島芳人 |
| 初海由佳               | はつみ ゆか           | 1月9日   | 神奈川県大磯町                     | 湘南白百合学園                     |                                                | デコ                    |      | 1969年 |                                                                                  |
| 浜路ゆみ               | はまじ ゆみ           | 7月21日  | 神奈川県横浜市                     | 成美学園                           | 家族で考案                                     | ユミコちゃん キッキー   |      | 1964年 |                                                                                  |
| 飛川あゆ美             | ひかわ あゆみ         | 2月9日   | 岐阜県岐阜市                       | 岐阜県立加納高等学校               | 渡辺武雄が命名                                 | エコ エコちゃん         |      | 1964年 |                                                                                  |
| 富士ます美             | ふじ ますみ           | 9月15日  | 京都府京都市                       | 京都女子学園                       | 花柳幾久英が命名                               | レイコ ゲラコ           |      | 1970年 | 夫は溝口泰男                                                                     |
| 藤波かほる             | ふじなみ かおる       | 3月21日  | 東京都                             | 成徳学園                           | 家族で考案                                     | オネエちゃん            |      | 1969年 |                                                                                  |
| 文月てるみ             | ふづき てるみ         | 7月12日  | 兵庫県西宮市                       | 愛知県守山中学校                   | 家族で考案                                     | ホーコちゃん            |      | 1969年 |                                                                                  |
| 舞千鶴                 | まい ちづる           | 7月23日  | 京都府                             | 京都府立東舞鶴高等学校             | 出身地に因む                                   | まっちゃん              | 娘役 | 2001年 | 日本舞踊・花柳禄松重                                                             |
| 真城隆子               | まき りゅうこ         | 1月7日   | 東京都                             | 江北高等学校                       | 隆々と城が 聳え立っている                      | クロちゃん              |      | 1969年 |                                                                                  |
| 松風嶺子               | まつかぜ れいこ       | 5月2日   | 東京都                             | 麹町学園                           |                                                | スミレちゃん            |      | 1964年 |                                                                                  |
| 松原三保               | まつばら みほ         | 8月7日   | 静岡県吉原市                       | 吉原第一中学校                     |                                                | マアちゃん              |      | 1967年 |                                                                                  |
| 松保美砂               | まつほ みさ           | 8月30日  | 千葉県松戸市                       | 東京女子高等学校                   | 百人一首                                       | ママ タッチン           |      | 1965年 |                                                                                  |
| 三久良由美             | みくら ゆみ           | 6月26日  | 東京都                             | 名古屋金城学院高等学校             | 尊師が命名                                     | ジュンちゃん ジュンコ   |      | 1966年 |                                                                                  |
| 水はやみ               | みず はやみ           | 2月3日   | 満州新京市                         | 大阪女学院                         | 百人一首                                       | メガン オミズ           | 男役 | 1973年 |                                                                                  |
| 水町美穂               | みずまち みほ         | 8月15日  | 愛知県名古屋市                     | 聖霊学園                           | 家族で考案                                     | タケミ                  |      | 1965年 |                                                                                  |
| 水上千弥               | みなかみ せんや       | 10月19日 | 大阪府柏原市                       | 樟蔭学園                           | 父が命名                                       | センちゃん              |      | 1967年 |                                                                                  |
| 美保川千里             | みほかわ ちさと       | 1月14日  | 大阪府大阪市                       | 玉津中学校                         | 尊師が命名                                     | フサちゃん              |      | 1963年 | 姉は十和三千代 妹は高宮沙千 姪は高宮千夏・高宮里菜                               |
| 紫しのぶ               | むらさき しのぶ       | 3月4日   | 岡山県吉備郡                       | 三陽学園                           |                                                | ヨシミ                  |      | 1965年 | 改名後・紫麻里子（むらさき まりこ）                                              |
| 萌いづる               | もえ いづる           | 4月7日   | 兵庫県芦屋市                       | 芦屋市立山手中学校                 | 百人一首                                       | ウメちゃん うめどん     |      | 1969年 |                                                                                  |
| 八島佐知               | やしま さち           | 8月27日  | 大阪府大阪市                       | 殿馬場中学校                       | 芸能面だけではなく 人間として 幸せであるように | エノちゃん ブコ         |      | 1967年 |                                                                                  |
| 八代由美               | やしろ ゆみ           | 3月31日  | 大阪府大阪市                       | 城南高等学校                       | 本名                                           | 由美ちゃん              |      | 1964年 | 娘は三杉千佳                                                                     |
| 八千代環               | やちよ たまき         | 3月23日  | 東京都                             | 横須賀緑ヶ丘学院高等部             | いつまでも 三浦環のように 歌い続けられるように | ケイコ                  |      | 1966年 | 俳優・流けい子 義母は小夜福子 息子はミュージシャン・東郷宇                       |
| 山城由里               | やましろ ゆり         | 1月19日  | 和歌山県和歌山市                   | 豊中高等学校                       | 家族で考案                                     | ボウヤ                  |      | 1966年 |                                                                                  |
| 由比碧                 | ゆい みどり           | 9月13日  | 神奈川県鎌倉市                     | 鎌倉女学院高等科                   | 出身地の 海岸に因む                            | トモコちゃん            |      | 1965年 | 妹は東路光                                                                       |
| 由起瞳                 | ゆき ひとみ           | 11月21日 | 大阪府大阪市                       | 東大谷高等学校                     |                                                | タエコ タエちゃん       |      | 1968年 |                                                                                  |
| 雪城ちづる             | ゆきしろ ちづる       | 1月30日  | 大阪府大阪市                       | 樟蔭学園                           | 知人が命名                                     | ベビー                  |      | 1967年 | 娘は苑宮令奈                                                                     |
| 吉本雅美               | よしもと まさみ       | 9月30日  | 兵庫県                             | 神戸松蔭女子高等学校               |                                                | カヨコ                  |      | 1965年 | 改名後・吉本佳世子（よしもと かよこ）                                            |